# 元义兴
元义兴（486年—528年5月17日），名廞，字义兴，以字行，河南洛阳（今河南省洛阳市东）人，追尊魏景穆帝拓跋晃的曾孙，吏部尚书、司徒公、中山献武王元英第四子，北魏宗室、官员。

## 生平
元义兴是元熙的异母弟，过继给叔叔元并洛，魏孝明帝元诩初年，被授予员外散骑侍郎，后转任骑兵参军，又复任员外散骑侍郎，加号襄威将军。元熙被杀后，元义兴因为过继出去，所以没有被牵连。元义兴逐渐升迁到辅国将军、通直散骑常侍。当时上党有黑黎一千余人，联名向官府上书，希望在长子旧城显要之处设置一个州，魏孝明帝打算以元义兴担任刺史，百官商议也同意了，灵太后否决，事情随之作罢。建义元年四月庚子（528年5月17日），元义兴在河阴之变中遇害，虚岁四十三，北魏朝廷赠予中军将军、瀛州刺史，后又赠予征东大将军、散骑常侍，其余官职如故，建义元年七月十八日（528年8月18日）葬于竟陵之东。元义兴的夫人赵郡李氏很有女红手艺，为尔朱荣的夫人北乡公主所亲近。永安年间，北魏朝廷追封元义兴为燕郡王，食邑五百户，不久改封钜鹿王，又改封武邑王。

## 家庭

### 曾祖
- 拓跋晃，北魏恭宗景穆皇帝[2]

### 祖父
- 元桢，北魏使持节、侍中、开府仪同三司、征西大将军、都督相州诸军事、相州刺史、南安惠王[2]

### 生父
- 元英，北魏吏部尚书、司徒公、中山献武王[2]

### 嗣父
- 元并洛

### 兄弟姐妹
- 元攸，北魏东宫洗马
- 元熙，北魏安西将军、相州刺史、中山文庄王
- 元诱，北魏持节、左将军、南秦州刺史、都昌恭惠公
- 元略，北魏骠骑大将军、尚书令、领国子祭酒、东平文贞王
- 元纂，北魏司徒祭酒，安平景公
- 饶安公主，嫁刁宣

### 夫人
- 赵郡李氏

### 儿子
- 元述，承袭为武邑王，天平年间官至通直郎，北齐接受禅让后，爵位依例降低[3]